# هنريتا (تكساس)
هنريتا (بالإنجليزية: Henrietta)‏ هي مدينة أمريكية تقع في ولاية تكساس.تبلغ مساحة هذه المدينة 12.3 (كم²)،ويبلغ عدد سكانها 3264 نسمة حسب إحصاء سنة 2010 م. تشير إحصاءات سنة 2000م بأن الكثافة السكانية في هذه المدينة تقدر بـ(268.3) نسمة/كم2.

## التركيبة السكانية
حدّد مكتب تعداد الولايات المتحدة بيانات التركيبة السكانية لهنريتا في تعداد الولايات المتحدة. في ما يلي، التركيبة السكانية حسب تعدادي 2000 و2010.

### تعداد عام 2000
بلغ عدد سكان هنريتا 3,264 نسمة بحسب تعداد عام 2000، وبلغ عدد الأسر 1,308 أسرة وعدد العائلات 893 عائلة مقيمة في المدينة. في حين سجلت الكثافة السكانية 242 نسمة لكل كيلومتر مربع (626.8/ميل2). وبلغ عدد الوحدات السكنية 1,460 وحدة بمتوسط كثافة قدره 108.2 لكل كيلومتر مربع (280.2/ميل2).
وتوزع التركيب العرقي للمدينة بنسبة 95.89% من البيض و0.89% من الأمريكيين الأفارقة و1.04% من الأمريكيين الأصليين و0.98% من الأعراق الأخرى و1.19% من عرقين مختلطين أو أكثر و2.94% من الهسبانيون أو اللاتينيون من أي عرق.
بلغ عدد الأسر 1,308 أسرة كانت نسبة 36.1% منها لديها أطفال تحت سن الثامنة عشر تعيش معهم، وبلغت نسبة الأزواج القاطنين مع بعضهم البعض 55.4% من أصل المجموع الكلي للأسر، ونسبة 9.8% من الأسر كان لديها معيلات من الإناث دون وجود شريك، بينما كانت نسبة 3.1% من الأسر لديها معيلون من الذكور دون وجود شريكة وكانت نسبة 31.7% من غير العائلات. تألفت نسبة 29.1% من أصل جميع الأسر من عدة أفراد يعيشون في نفس المنزل ونسبة 17.5% كانت تتألف من شخص يعيش بمفرده يبلغ من العمر 65 عاماً أو أكثر. وبلغ متوسط حجم الأسرة المعيشية 2.43، أما متوسط حجم العائلات فبلغ 3.01.
بلغ العمر الوسطي للسكان 39.0 عاماً. وكانت نسبة 26.3% من القاطنين تحت سن الثامنة عشر، وكانت نسبة 6.6% بين الثامنة عشر والرابعة والعشرين عاماً، ونسبة 26.1% كانت واقعةً في الفئة العمرية ما بين الخامسة والعشرين والرابعة والأربعين عاماً، ونسبة 21% كانت ما بين الخامسة والأربعين والرابعة والستين، ونسبة 17.3% كانت ضمن فئة الخامسة والستين عاماً فما فوق. يوجد لكل 100 أنثى 88.8 ذكر، ويوجد لكل 100 أنثى في الثامنة عشر من عمرها فما فوق 83.6 ذكر.
بلغ متوسط دخل الأسرة في المدينة 32,835 دولارًا، أما متوسط دخل العائلة فبلغ 40,797 دولارًا. وكان متوسط دخل الذكور 27,765 دولارًا مقابل 21,335 دولارًا للإناث. وسجل دخل الفرد الخاص بالمدينة 15,647 دولارًا. وكانت نسبة 8.2% من العائلات ونسبة 11.6% من السكان تحت خط الفقر، وكان من هؤلاء نسبة 15.5% تحت سن الثامنة عشر ونسبة 10.9% في الخامسة والستين من العمر وما فوق.

### تعداد عام 2010
بلغ عدد سكان هنريتا 3,141 نسمة بحسب تعداد عام 2010، وبلغ عدد الأسر 1,270 أسرة وعدد العائلات 850 عائلة مقيمة في المدينة. في حين سجلت الكثافة السكانية 232.8 نسمة لكل كيلومتر مربع (602.9/ميل2). وبلغ عدد الوحدات السكنية 1,455 وحدة بمتوسط كثافة قدره 107.9 لكل كيلومتر مربع (279.5/ميل2).
وتوزع التركيب العرقي للمدينة بنسبة 94.78% من البيض و0.64% من الأمريكيين الأفارقة و1.31% من الأمريكيين الأصليين و0.38% من الأمريكيين ذوي الأصول الآسيوية و1.37% من الأعراق الأخرى و1.53% من عرقين مختلطين أو أكثر و4.33% من الهسبانيون أو اللاتينيون من أي عرق.
بلغ عدد الأسر 1,270 أسرة كانت نسبة 32% منها لديها أطفال تحت سن الثامنة عشر تعيش معهم، وبلغت نسبة الأزواج القاطنين مع بعضهم البعض 50.5% من أصل المجموع الكلي للأسر، ونسبة 12.4% من الأسر كان لديها معيلات من الإناث دون وجود شريك، بينما كانت نسبة 4% من الأسر لديها معيلون من الذكور دون وجود شريكة وكانت نسبة 33.1% من غير العائلات. تألفت نسبة 29.3% من أصل جميع الأسر من عدة أفراد يعيشون في نفس المنزل ونسبة 14.6% كانت تتألف من شخص يعيش بمفرده يبلغ من العمر 65 عاماً أو أكثر. وبلغ متوسط حجم الأسرة المعيشية 2.42، أما متوسط حجم العائلات فبلغ 2.98.
بلغ العمر الوسطي للسكان 41.9 عاماً. وكانت نسبة 24.4% من القاطنين تحت سن الثامنة عشر، وكانت نسبة 7.4% بين الثامنة عشر والرابعة والعشرين عاماً، ونسبة 21.7% كانت واقعةً في الفئة العمرية ما بين الخامسة والعشرين والرابعة والأربعين عاماً، ونسبة 28.2% كانت ما بين الخامسة والأربعين والرابعة والستين، ونسبة 18.3% كانت ضمن فئة الخامسة والستين عاماً فما فوق. وتوزع التركيب الجنسي للسكان بنسبة 47.8% ذكور و52.2% إناث.